# Biserica „Sfântul Nicolae” din Cogîlniceni
Biserica „Sf. Nicolae” este o biserică amplasată în Cogîlniceni, raionul Rezina, Republica Moldova. Este un monument arhitectural de importanță națională inclus în Registrul monumentelor Republicii Moldova ocrotite de stat cu nr. 1857 (raionul Rezina). Datează din 1845.